# Randijaure
Randijaure – jezioro w północnej Szwecji, w gminie Jokkmokk. Jezioro jest częścią głównego obszaru zlewni rzeki Lule. Powierzchnia jeziora wynosi 50,9 km², a maksymalna głębokość – 31,1 m.
Nad północnym wybrzeżem jeziora znajduje się wioska Randijaur.